# Backstreet Boys: Live in Concert Tour
Il Backstreet Boys: Live in Concert Tour è stato un tour mondiale della band statunitense Backstreet Boys svoltosi dal 1996 al 1997 per la promozione dell'album di debutto Backstreet Boys e di alcuni brani del secondo album Backstreet's Back.

## Artisti d'apertura
- Trey D. (7 febbraio-17 marzo, 1997)
- Centory (7 febbraio-17 marzo, 1997)
- Marcel Romanoff (7 febbraio-17 marzo, 1997)
- LFO (7 febbraio-17 marzo, 1997)
- Aaron Carter (22 agosto-8 settembre, 1997)
- Code 5 (27 agosto, 1997)
- Lorenza (12 dicembre, 1996 22 agosto-8 settembre, 1997)
- Funky Diamonds  (6-24 dicembre, 1996)

## Setlist
NB: la seguente scaletta fu eseguita al Warehouse di Toronto in Canada il 4 gennaio 1997. Non rappresenta la scaletta esatta di tutto il tour.
1. "Overture" (con elementi di "Gangsta's Paradise")
2. "I Wanna Be with You"
3. "Let's Have a Party"
4. "Anywhere for You"
5. "If I Ever Fall in Love"
6. "Nobody but You" (interpretata da Kevin Richardson)
7. "Heaven" (interpretata da Nick Carter)
8. "How Deep Is Your Love" (interpretata da Brian Littrell e AJ McLean)
9. "The Most Beautiful Girl in the World" (interpretata da Howie Dorough)
10. "Boys Will Be Boys"
11. "I'll Never Break Your Heart"
12. "Quit Playing Games (With My Heart)"
13. "Super Bad" / "Get Up (I Feel like Being a) Sex Machine"

Encore
1. "Don't Let the Sun Go Down on Me" (interpretata da Kevin e Nick)
2. "Get Down (You're the One for Me)"
3. "We've Got It Goin' On"

## Date
| Data              | Città                | Paese           | Luogo                                     |      |      |
| Asia              | Asia                 | Asia            | Asia                                      | Asia | Asia |
| ----------------- | -------------------- | --------------- | ----------------------------------------- | ---- | ---- |
| 1º novembre 1996  | Tokyo                | Giappone        | Shibuya Public Hall                       |      |      |
| 2 novembre 1996   | Tokyo                | Giappone        | Shibuya Public Hall                       |      |      |
| 3 novembre 1996   | Osaka                | Giappone        | Festival Hall                             |      |      |
| Europa            |                      |                 |                                           |      |      |
| 16 novembre 1996  | Newport              | Galles          | Newport Centre                            |      |      |
| 17 novembre 1996  | Londra               | Inghilterra     | Hammersmith Apollo                        |      |      |
| 18 novembre 1996  | Brentwood            | Inghilterra     | Brentwood Leisure Centre                  |      |      |
| 19 novembre 1996  | Wolverhampton        | Inghilterra     | Wolverhampton Civic Hall                  |      |      |
| 20 novembre 1996  | Manchester           | Inghilterra     | Manchester Apollo                         |      |      |
| 21 novembre 1996  | Glasgow              | Scozia          | SECC Concert Hall 3                       |      |      |
| 23 novembre 1996  | Milton Keynes        | Inghilterra     | Sanctuary Music Arena                     |      |      |
| 24 novembre 1996  | Sheffield            | Inghilterra     | Sheffield City Hall                       |      |      |
| 25 novembre 1996  | Nottingham           | Inghilterra     | Nottingham Royal Concert Hall             |      |      |
| 26 novembre 1996  | Newcastle            | Inghilterra     | Newcastle City Hall                       |      |      |
| 28 novembre 1996  | Plymouth             | Inghilterra     | Plymouth Pavilions                        |      |      |
| 29 novembre 1996  | Bournemouth          | Inghilterra     | Pavilion Theatre                          |      |      |
| 30 novembre 1996  | Guildford            | Inghilterra     | Guildford Spectrum                        |      |      |
| 1º dicembre 1996  | Brighton             | Inghilterra     | Brighton Hippodrome                       |      |      |
| 4 dicembre 1996   | Stoccolma            | Svezia          | Solnahallen                               |      |      |
| 6 dicembre 1996   | Copenaghen           | Danimarca       | Vega                                      |      |      |
| 7 dicembre 1996   | Colonia              | Germania        | Sporthalle                                |      |      |
| 9 dicembre 1996   | L'Aia                | Paesi Bassi     | Statenhal                                 |      |      |
| 11 dicembre 1996  | Leida                | Paesi Bassi     | Groenoordhallen                           |      |      |
| 12 dicembre 1996  | Bielefeld            | Germania        | Seidensticker Halle                       |      |      |
| 13 dicembre 1996  | Oldenburg            | Germania        | Weser-Ems Halle                           |      |      |
| 14 dicembre 1996  | Herne                | Germania        | Gysenberghalle                            |      |      |
| 15 dicembre 1996  | Coblenza             | Germania        | Sporthalle Oberwerth                      |      |      |
| 17 dicembre 1996  | Suhl                 | Germania        | Congress Centrum Suhl                     |      |      |
| 18 dicembre 1996  | Landshut             | Germania        | Kongreßhalle                              |      |      |
| 19 dicembre 1996  | Vienna               | Austria         | Wiener Stadthalle                         |      |      |
| 20 dicembre 1996  | Zurigo               | Svizzera        | Hallenstadion                             |      |      |
| 21 dicembre 1996  | Heilbronn            | Germania        | Eissporthalle                             |      |      |
| Nord America      |                      |                 |                                           |      |      |
| 30 dicembre 1996  | Québec               | Canada          | Grand Théâtre de Québec                   |      |      |
| 31 dicembre 1996  | Saguenay             | Canada          | Auditorium Dufour                         |      |      |
| 1º gennaio 1997   | Sherbrooke           | Canada          | Salle Maurice-O'Bready                    |      |      |
| 2 gennaio 1997    | Gatineau             | Canada          | Théâtre du Casino                         |      |      |
| 3 gennaio 1997    | Montréal             | Canada          | Spectrum de Montréal                      |      |      |
| 4 gennaio 1997    | Toronto              | Canada          | The Warehouse                             |      |      |
| Asia              |                      |                 |                                           |      |      |
| 1º febbraio 1997  | Tel Aviv             | Israele         | Culture Palace                            |      |      |
| 2 febbraio 1997   | Tel Aviv             | Israele         | Culture Palace                            |      |      |
| Europa            |                      |                 |                                           |      |      |
| 7 febbraio 1997   | Bruxelles            | Belgio          | Forest National                           |      |      |
| 8 febbraio 1997   | Parigi               | Francia         | Zénith de Paris                           |      |      |
| 10 febbraio 1997  | Copenaghen           | Danimarca       | K.B. Hallen                               |      |      |
| 11 febbraio 1997  | Göteborg             | Svezia          | Palladium                                 |      |      |
| 13 febbraio 1997  | Oslo                 | Norvegia        | Sentrum Scene                             |      |      |
| 15 febbraio 1997  | Stoccolma            | Svezia          | Cirkus                                    |      |      |
| 17 febbraio 1997  | Lipsia               | Germania        | Leipziger Messehalle                      |      |      |
| 18 febbraio 1997  | Hannover             | Germania        | Stadionsporthalle                         |      |      |
| 19 febbraio 1997  | Norimberga           | Germania        | Frankenhalle                              |      |      |
| 20 febbraio 1997  | Mannheim             | Germania        | Maimarkthalle                             |      |      |
| 21 febbraio 1997  | Saarbrücken          | Germania        | Saarlandhalle                             |      |      |
| 22 febbraio 1997  | Kassel               | Germania        | Eissporthalle                             |      |      |
| 24 febbraio 1997  | Francoforte sul Meno | Germania        | Festhalle Frankfurt                       |      |      |
| 25 febbraio 1997  | Colonia              | Germania        | Sporthalle                                |      |      |
| 26 febbraio 1997  | Oberhausen           | Germania        | Arena Oberhausen                          |      |      |
| 27 febbraio 1997  | Amburgo              | Germania        | Alsterdorfer Sporthalle                   |      |      |
| 28 febbraio 1997  | Kiel                 | Germania        | Ostseehalle                               |      |      |
| 3 marzo 1997      | Rostock              | Germania        | Stadthalle                                |      |      |
| 4 marzo 1997      | Berlino              | Germania        | Deutschlandhalle                          |      |      |
| 5 marzo 1997      | Chemnitz             | Germania        | Eissporthall                              |      |      |
| 6 marzo 1997      | Stoccarda            | Germania        | Hanns-Martin-Schleyer-Halle               |      |      |
| 7 marzo 1997      | Monaco di Baviera    | Germania        | Olympiahalle                              |      |      |
| 8 marzo 1997      | Bayreuth             | Germania        | Oberfrankenhalle                          |      |      |
| 13 marzo 1997     | Madrid               | Spagna          | Palacio de Deportes                       |      |      |
| 14 marzo 1997     | Barcellona           | Spagna          | Palau dels Esports de Barcelona           |      |      |
| 16 marzo 1997     | Roma                 | Italia          | PalaLottomatica                           |      |      |
| 17 marzo 1997     | Bologna              | Italia          | PalaMalaguti                              |      |      |
| Nord America      |                      |                 |                                           |      |      |
| 19 marzo 1997     | Montréal             | Canada          | Molson Centre                             |      |      |
| 20 marzo 1997     | Montréal             | Canada          | Molson Centre                             |      |      |
| 21 marzo 1997     | Montréal             | Canada          | Molson Centre                             |      |      |
| 22 marzo 1997     | Québec               | Canada          | Colisée de Québec                         |      |      |
| 23 marzo 1997     | Saguenay             | Canada          | Colisée de Chicoutimi                     |      |      |
| 24 marzo 1997     | Saguenay             | Canada          | Colisée de Chicoutimi                     |      |      |
| 26 marzo 1997     | Rimouski             | Canada          | Colisée de Rimouski                       |      |      |
| 27 marzo 1997     | Ottawa               | Canada          | Corel Centre                              |      |      |
| 28 marzo 1997     | Ottawa               | Canada          | Corel Centre                              |      |      |
| 29 marzo 1997     | Toronto              | Canada          | Maple Leaf Gardens                        |      |      |
| 30 marzo 1997     | Winnipeg             | Canada          | WCC Plenary Hall                          |      |      |
| 1º aprile 1997    | Edmonton             | Canada          | ECC Assembly Hall                         |      |      |
| 2 aprile 1997     | Calgary              | Canada          | Max Bell Centre                           |      |      |
| 5 aprile 1997     | Vancouver            | Canada          | General Motors Place                      |      |      |
| Europa            |                      |                 |                                           |      |      |
| 10 giugno 1997    | Budapest             | Ungheria        | Sportcsarnok                              |      |      |
| 11 giugno 1997    | Bratislava           | Slovacchia      | Inter hala Pasienky                       |      |      |
| 12 giugno 1997    | Praga                | Repubblica Ceca | Tipsport Arena                            |      |      |
| 13 giugno 1997    | Cracovia             | Polonia         | Spodek                                    |      |      |
| 14 giugno 1997    | Poznań               | Polonia         | Hala Arena                                |      |      |
| 15 giugno 1997    | Stettino             | Polonia         | Hala Miejska                              |      |      |
| 18 giugno 1997    | Stoccolma            | Svezia          | Johanneshovs Isstadion                    |      |      |
| 19 giugno 1997    | Copenaghen           | Danimarca       | Forum Copenhagen                          |      |      |
| 21 giugno 1997    | Sheffield            | Inghilterra     | Sheffield Arena                           |      |      |
| 22 giugno 1997    | Manchester           | Inghilterra     | Greater Manchester Exhibition Centre      |      |      |
| 23 giugno 1997    | Newcastle            | Inghilterra     | Newcastle Arena                           |      |      |
| 24 giugno 1997    | Glasgow              | Scozia          | SECC Concert Hall 4                       |      |      |
| 25 giugno 1997    | Birmingham           | Inghilterra     | NEC Arena                                 |      |      |
| 26 giugno 1997    | Londra               | Inghilterra     | Wembley Arena                             |      |      |
| 28 giugno 1997    | Maastricht           | Paesi Bassi     | Maastrichts Expositie en Congres Centrum  |      |      |
| 29 giugno 1997    | Utrecht              | Paesi Bassi     | Jaarbeurs                                 |      |      |
| 30 giugno 1997    | Utrecht              | Paesi Bassi     | Jaarbeurs                                 |      |      |
| 5 luglio 1997     | Kockelscheuer        | Lussemburgo     | Eisstadion Patinoire                      |      |      |
| 6 luglio 1997     | Kockelscheuer        | Lussemburgo     | Eisstadion Patinoire                      |      |      |
| 7 luglio 1997     | Kockelscheuer        | Lussemburgo     | Eisstadion Patinoire                      |      |      |
| 22 agosto 1997    | Hannover             | Germania        | Hamburger Stadtpark                       |      |      |
| 23 agosto 1997    | Amburgo              | Germania        | Trabrennbahn Bahrenfeld                   |      |      |
| 24 agosto 1997    | Berlino              | Germania        | Waldbühne                                 |      |      |
| 25 agosto 1997    | Berlino              | Germania        | Waldbühne                                 |      |      |
| 27 agosto 1997    | Winterthur           | Svizzera        | Stadion Schützenwiese                     |      |      |
| 29 agosto 1997    | Schweinfurt          | Germania        | Willy-Sachs-Stadion                       |      |      |
| 30 agosto 1997    | Herne                | Germania        | Stadion am Schloss Strünkede              |      |      |
| 31 agosto 1997    | Sankt Goarshausen    | Germania        | Freilichtbühne Loreley                    |      |      |
| 3 settembre 1997  | Chemnitz             | Germania        | Sportforum Chemnitz                       |      |      |
| 4 settembre 1997  | Neu Isenburg         | Germania        | Stadion Neu-Isenburg                      |      |      |
| 5 settembre 1997  | Heilbronn            | Germania        | Frankenstadion                            |      |      |
| 7 settembre 1997  | Salisburgo           | Austria         | Salzburgring                              |      |      |
| 8 settembre 1997  | Vienna               | Austria         | Donauinsel                                |      |      |
| Nord America      |                      |                 |                                           |      |      |
| 21 settembre 1997 | Kissimmee            | Stati Uniti     | Tupperware Convention Center              |      |      |
| 23 settembre 1997 | Filadelfia           | Stati Uniti     | Electric Factory                          |      |      |
| 24 settembre 1997 | Wilkes-Barre         | Stati Uniti     | F.M. Kirby Center for the Performing Arts |      |      |
| 25 settembre 1997 | Buffalo              | Stati Uniti     | Shea's Performing Arts Center             |      |      |
| 27 settembre 1997 | Chicago              | Stati Uniti     | The Vic Theatre                           |      |      |
| 28 settembre 1997 | Royal Oak            | Stati Uniti     | Royal Oak Music Theatre                   |      |      |
| 29 settembre 1997 | Lakewood             | Stati Uniti     | Lakewood Civic Auditorium                 |      |      |
| 30 settembre 1997 | New York             | Stati Uniti     | Hammerstein Ballroom                      |      |      |

Altre esibizioni
Junior Jeopardy XMas Party
Spettacoli cancellati e posticipati
| 17 novembre 1996 | Londra, Inghilterra    | Brixton Academy            | Moved to Hammersmith Apollo  |
| 21 novembre 1996 | Glasgow, Scozia        | Glasgow Royal Concert Hall | Moved to SECC Concert Hall 3 |
| 1º dicembre 1996 | Brighton, Inghilterra  | Brighton Dome              | Moved to Brighton Hippodrome |
| 11 dicembre 1996 | Rotterdam, Paesi Bassi | De Doelen                  | Moved to Ahoy Rotterdam      |
| 4 gennaio 1997   | Toronto, Canada        | Massey Hall                | Moved to The Warehouse       |
| 7 settembre 1997 | Salisburgo, Austria    | Residenzplatz              | Moved to Salzburgring        |
| 8 settembre 1997 | Vienna, Austria        | Messegelände Wien          | Moved to Donauinsel          |